# Mátraterenye, Nógrád
Mátraterenye  este un sat în districtul Bátonyterenye, județul Nógrád, Ungaria, având o populație de 1.939 de locuitori (2011). 

## Demografie
Componența etnică a satului Mátraterenye
     Maghiari (88,12%)
     Romi (11,72%)
     Germani (0,16%)
Componența confesională a satului Mátraterenye
     Romano-catolici (51,21%)
     Fără religie (21,3%)
     Reformați (1,34%)
     Necunoscută (24,91%)
     Alte religii (2,06%)
Conform recensământului din 2011, satul Mátraterenye avea 1.939 de locuitori. Din punct de vedere etnic, majoritatea locuitorilor (88,12%) erau maghiari, cu o minoritate de romi (11,72%).  Din punct de vedere confesional, majoritatea locuitorilor (51,21%) erau romano-catolici, existând și minorități de persoane fără religie (21,3%) și reformați (1,34%). Pentru 24,91% din locuitori nu este cunoscută apartenența confesională.